# Росси, Тино
Ти́но Ро́сси (фр. Tino Rossi; при рождении Константе́н Росси́, итал. Constantin Rossi, 29 апреля 1907, Аяччо — 26 сентября 1983, Нёйи-сюр-Сен) — французский певец и актёр корсиканского происхождения. За долгую карьеру записал более 2000 песен и продал более 200 млн пластинок. В частности, первым записал рождественский шлягер Petit Papa Noël. 

## Биография
Родился в городе Аяччо на французском острове Корсике в многодетной семье портного Лорана Росси (Laurent Rossi) и Евгении/Эжени (Eugénie), где было 8 детей. С детства отличался любовью к пению и чистотой голоса. Часто прогуливал школьные занятия. Влюбился в скрипачку Анни́ Марла́н (Annie Marlan; 1907—1981), вместе с ней перебрался в середине 1920-х годов на Лазурный Берег; поженились в городе Тулон, осенью 1927 года у них родилась дочь Пьеретта (Pierrette; 1927—2011). Росси не мог найти постоянную работу в Тулоне, и жена ушла от него.
Вернувшись в Аяччо, устроился с помощью отца в местное казино и женился во второй раз, — на секретарше директора казино Фостине Фратани (Faustine Fratani; 1912—1985). Потерял работу, когда казино сгорело в 1929 году. Перебрался с женой в континентальную часть Франции, но в казино в Экс-ан-Провансе его не взяли даже по протекции. Семейная пара переехала в Марсель, где Росси зарабатывал на жизнь мелкими подработками (парковщик автомобилей, ныряльщик, швейцар в ночном кабаке и т.п.).
Продолжал петь по вечерам в одном баре, где его заметил провансальский баритон Адриен Легро (Adrien Legros; 1903—1993). Он представил его антрепренёру Луи Аллионе (Louis Allione) по прозвищу «Пёти Луи» [Малыш Луи], который предложил ему небольшой тур по малым городам южной Франции, начиная с городка Лори. На первых концертах Росси анонсировали «королём лирических певцов» (Le Roi des chanteurs de charme); и он сократил своё имя от корсиканского «Константи́но» до Тино.
В 1932 году в Марселе, увидев объявление о дешёвой записи голоса («Enregistrez votre voix pour cent sous»), Росси записал песню на диске из жести в качестве подарка для своей матери. Присутствовавший в магазинчике сотрудник компании «Parlophone Records» пригласил его в Париж для записи первой пластинки, за которую Росси заплатили тысячу франков. В записанном миньоне были песни корсиканцев «O Ciuciarella» и «Ninni Nanna» (колыбельная), поэтому он стал и первой электромеханической записью корсиканских песен.
В Марселе 3 марта 1933 года Росси подписал контракт выступить как тенорино в течение 7 дней с 14-ю представлениями в театре Альказар, затем он выступал в более значимом Театре варьете (Théâtre des Variétés). Им заинтересовалась фирма «Колумбия», с которой в том же году Тино Росси заключил контракт.
Его первые записи — «Le Tango de Marilou», «Vieni… vieni…» и «Ô Corse, île d’amour» — мгновенно покорили публику, а бархатный голос и средиземноморская внешность сделали его любимым певцом предвоенного поколения французов. Выступления в мюзик-холлах сопровождались ажиотажем: фанатки осаждали артиста, как некогда они докучали Рудольфу Валентино. 
Параллельно Росси завоевал киноэкраны, сыграв в музыкальных фильмах «Маринелла» (1936) и «Огненный поцелуй Неаполя» (1937), где его романтический образ дополняли песни, написанные Венсаном Скотто. К концу 1930-х его пластинки продавались тиражом 80 тысяч экземпляров в месяц, а радиоэфиры сделали голос певца символом Франции той эпохи.
В годы Второй мировой войны Росси, отказавшись исполнять пропагандистские песни, поддержал Сопротивление: скрывал еврейских музыкантов, перевозил оружие, а его концерты для узников лагерей стали актами духовного сопротивления. В 1944 году был арестован по ложному обвинению в коллаборационизме, но оправдан благодаря свидетельствам патриотической деятельности. После войны Росси создал главный хит своей карьеры — «Petit Papa Noël», ставший рождественским гимном для миллионов. Изначально песня была записана Росси для фильма «Судьба» (1946).
После 1950-х Росси сосредоточился на опереттах, собирая аншлаги в парижских театрах. Исполнял весьма широкий репертуар, включавший и классические оперные арии, и корсиканский фольклор. Чтобы адаптироваться к новой эпохе, он регулярно появлялся на телешоу «Le Grand Échiquier» и «Numéro un», а его прощальный концерт в Casino de Paris (1983) стал событием национального масштаба. Умер в 75 лет от рака поджелудочной железы. После отпевания в церкви Мадлен был похоронен в своём родном Аяччо, где его именем назван один из бульваров.
- 1934 — «La cinquième empreinte» (исполнение песни «Du fond du cœur»)
- 1934 — «Adémaï au Moyen Âge»
- 1934 — «Московские ночи», реж. Алексей Грановский
- 1934 — «L’Affaire Coquelet»
- 1935 — «Justin de Marseille» (исполнение песни «Premier amour»)
- 1935 — «Vogue, mon cœur» (исполнение песни «Vogue mon cœur»)
- 1935 — «Marseille» (док. фильм; исполнение песен «Pour t’avoir au clair de lune» и «Mais on ne se voit pas»)
- 1936 — «Marinella»
- 1936 — «Au son des guitares»
- 1937 — «Naples au baiser de feu»
- 1938 — «Lumières de Paris»
- 1942 — «Fièvres», реж. Жан Деланнуа
- 1943 — «Le Soleil a toujours raison»
- 1943 — «Le Chant de l’exilé»
- 1943 — «Mon amour est près de toi»
- 1944 — «L'Île d’amour»
- 1946 — «Серенада под облаками» / Sérénade aux nuages, реж. Андре Кайат
- 1946 — «Le Gardian»
- 1946 — «Destins»
- 1947 — «Le Chanteur inconnu»
- 1948 — «Прекрасная мельничиха» / La Belle Meunière, реж. Марсель Паньоль
- 1949 — «Deux amours»
- 1949 — «Marlène»
- 1950 — «Envoi de fleurs»
- 1951 — «Au pays du soleil»
- 1952 — «Paris chante toujours»
- 1952 — «Son dernier Noël»
- 1954 — «Тайны Версаля» (Если бы Версаль поведал о себе) / Si Versailles m'était conté… , реж. Саша Гитри
- 1954 — Муки / Tourments
- 1963 — «Jusqu’au bout du monde» (исполнение песни «Le Pinzutu»)
- 1970 — «L'Âne de Zigliara», первоначальное название «Une drôle de bourrique» (исполнение песни «Mon pays»)